# Voz e Suor
Voz e Suor é um álbum fruto da parceria dos músicos brasileiros Nana Caymmi e César Camargo Mariano lançado no ano de 1983 pela gravadora EMI-Odeon.

## Contexto
Renato Côrrea, produtor da gravadora Odeon Records, afirmou em entrevista ao jornalista musical, Irlam Rocha Lima, no jornal Correio Braziliense, que a gravação desse disco era "uma vontade antiga" de Nana Caymmi e César Camargo Mariano. Afirmou também, que, a escolha do repertório foi feita por Nana e os arranjos ficaram por conta de Mariano. Em entrevista para Elisabeth Orsini, do jornal carioca Jornal do Brasil, Nana declarou que o tempo de escolha do repertório três meses e o processo de gravação, apenas cinco dias.
A canção Neste Mesmo Lugar ganhou um videoclipe.

## Faixas
| N.º            | Título                  | Compositor(es)                                        | Duração |  |
| 1.             | "Voz e Suor"            | Sueli Costa, Abel Silva                               | 03:54   |  |
| 2.             | "Velho Piano"           | Dori Caymmi, Paulo César Pinheiro                     | 03:40   |  |
| 3.             | "Doce Presença"         | Ivan Lins, Vítor Martins                              | 04:05   |  |
| 4.             | "Clara Paixão"          | Rosinha de Valença, Sarah Benchimol, Nonato Buzar     | 03:29   |  |
| 5.             | "Neste Mesmo Lugar"     | Klécius Caldas, Armando Cavalcanti                    | 02:37   |  |
| 6.             | "Valerá a Pena"         | Dorival Caymmi                                        | 01:51   |  |
| 7.             | "Fruta Boa"             | Milton Nascimento, Fernando Brant                     | 03:33   |  |
| 8.             | "Isso e Aquilo"         | Guilherme Rondon, Iso Fischer                         | 02:00   |  |
| 9.             | "Não Diga Não"          | Tito Madi, Georges Henry                              | 03:38   |  |
| 10.            | "Sede"                  | Moraes Moreira                                        | 02:51   |  |
| 11.            | "Por Toda A Minha Vida" | Tom Jobim, Vinicius de Moraes                         | 03:17   |  |
| 12.            | "Nosso Tempo"           | Danilo Caymmi, Cláudio Nucci, Luiz Fernando Gonçalves | 02:43   |  |
| Duração total: | Duração total:          | Duração total:                                        | 40:18   |  |

## Recepção
A TV Bandeirantes, gravou um especial do show de Cesar Camargo Mariano e de Nana Caymmi, no Maksoud Plaza, no bairro do Jardim Paulista  com o repertório do disco, que teve como direção de espetáculo Roberto de Oliveira. O álbum passou a barreira de cinquenta mil disco vendidos.

### Crítica
O jornal Diario de Pernambuco, classificou o disco como "o melhor disco de 1984". O jornalista e crítico musical Matias José Ribeiro, classificou o disco como "excepcional" e disse que "Nana confirmou mais uma vez que é uma das maiores cantoras que já tivemos". Arnaldo de Souteiro, da Tribuna da Imprensa, elogiou Nana "como uma das maiores cantoras da história do país" e comparou o álbum com Elis & Tom de Antônio Carlos Jobim e Elis Regina, de 1974.
A revista Manchete, classificou o álbum como o melhor álbum do ano na categoria de MPB e POP, superando álbuns como Simples Carinho de Angela Ro Ro e Thriller de Michael Jackson.

## Legado
Na votação da lista dos 500 maiores discos da música brasileira realizada pelo podcast Discoteca Básica que contou com mais de 160 especialistas em música, elencou o álbum na posição de 387 álbum mais importante da música brasileira. É o único disco presente de Nana Caymmi na lista e o único da carreira solo de Cesar Camargo Mariano, que também foi listado pelo seu trabalho São Paulo - Brasil fruto do trabalho com Cesar Mariano & Cia.
 

Em entrevista ao telejornal SBT News, em 2025, o jornalista e crítico musical Regis Tadeu, classificou o álbum como "completamente brilhante, com uma sensibilidade harmônica e melódica incrível", além de afirmar que é uma "obra-prima". O jornalista musical Sérgio Martins, da TV Cultura Litoral, no programa Opinião Litoral, adicionou que o álbum é "um dos melhores discos de voz e piano de todos os tempos".